# Patuca
Patuca is een gemeente (gemeentecode 1523) in het departement Olancho in Honduras. De hoofdplaats van de gemeente is Nueva Palestina. Deze plaats wordt ook Froilán Turcios genoemd.
De gemeente is in 1992 afgesplitst van Juticalpa. Hiertegen werd geprotesteerd door de inwoners van Juticalpa, omdat zij meenden dat hun gemeente hierdoor economisch achteruit zou gaan.
In de gemeente worden cassave, maïs en sinaasappelen geteeld. Ook wordt er zuivel en hout geproduceerd. De producten worden voornamelijk vermarkt in Tegucigalpa en het departement El Paraíso.
Nueva Palestina ligt aan de rivier die eveneens Patuca heet. Deze komt uit in de Caraïbische Zee. Vanaf Nueva Palestina ondernemen toeristen tochten op deze rivier.

## Bevolking
De bevolking is als volgt verdeeld:
| Vrouwen | 13.489 | 49,2% |
| Mannen  | 13.944 | 50,8% |

## Dorpen
De gemeente bestaat uit negen dorpen (aldea), waarvan de grootste qua inwoneraantal: Froylan Turcios (of: Nueva Palestina) (code 152301) en Guineo Arriba (152305).